# Going postal
«Going postal» — неологизм в американском английском языке, обозначающий неистовое, буйное поведение.
Одной из адаптаций при переводе на русский язык является окказионализм «опочтарение». Этот термин применяется для обозначения совершённого акта насилия или массового убийства, человеком, находящимся в психически нестабильном состоянии, по отношению к третьим лицам, например к коллегам по работе или случайно оказавшимся рядом людям, прямо не провоцировавших агрессора на подобные действия.

## Происхождение термина
Само выражение «to go postal» появилось в 1990-х годах в американских СМИ и связано с рядом инцидентов, произошедших в отделениях почтовой службы США в 80-90-х гг., в которых служащие отделений совершили массовые убийства своих коллег и рядовых граждан.
Первый такой инцидент произошёл в 1986 году, когда работник почтового отделения в штате Оклахома Патрик Шеррилл (англ. Patrick Sherrill), находясь на своем рабочем месте, открыл огонь из пистолета, убив при этом 14 и ранив 6 служащих, а затем застрелился. Впоследствии, между 1986 и 1997 годами, произошло по меньшей мере 20 подобных инцидентов, в которых было убито более 40 человек.
Впервые данная фраза была использована в декабре 1993 года в газете St. Petersburg Times (ныне Tampa Bay Times):

Симпозиум был организован американской почтовой службой (англ. U.S. Postal Service), в которой имело место наибольшее число подобных инцидентов, из-за чего неофициально их стали называть «опочтарение».
Оригинальный текст (англ.)“The symposium was sponsored by the U.S. Postal Service, which has seen so many outbursts that in some circles excessive stress is known as ‘going postal‘.”

Позднее выражение стало употребляться применительно ко всем актам массовых убийств на рабочих местах, офисах, школах и других местах большого скопления народа, которые совершаются в порыве ярости или в состоянии эмоциональной нестабильности.

## Случаи убийств в почтовых отделениях США
- 1986 год, Эдмонд, штат Оклахома.

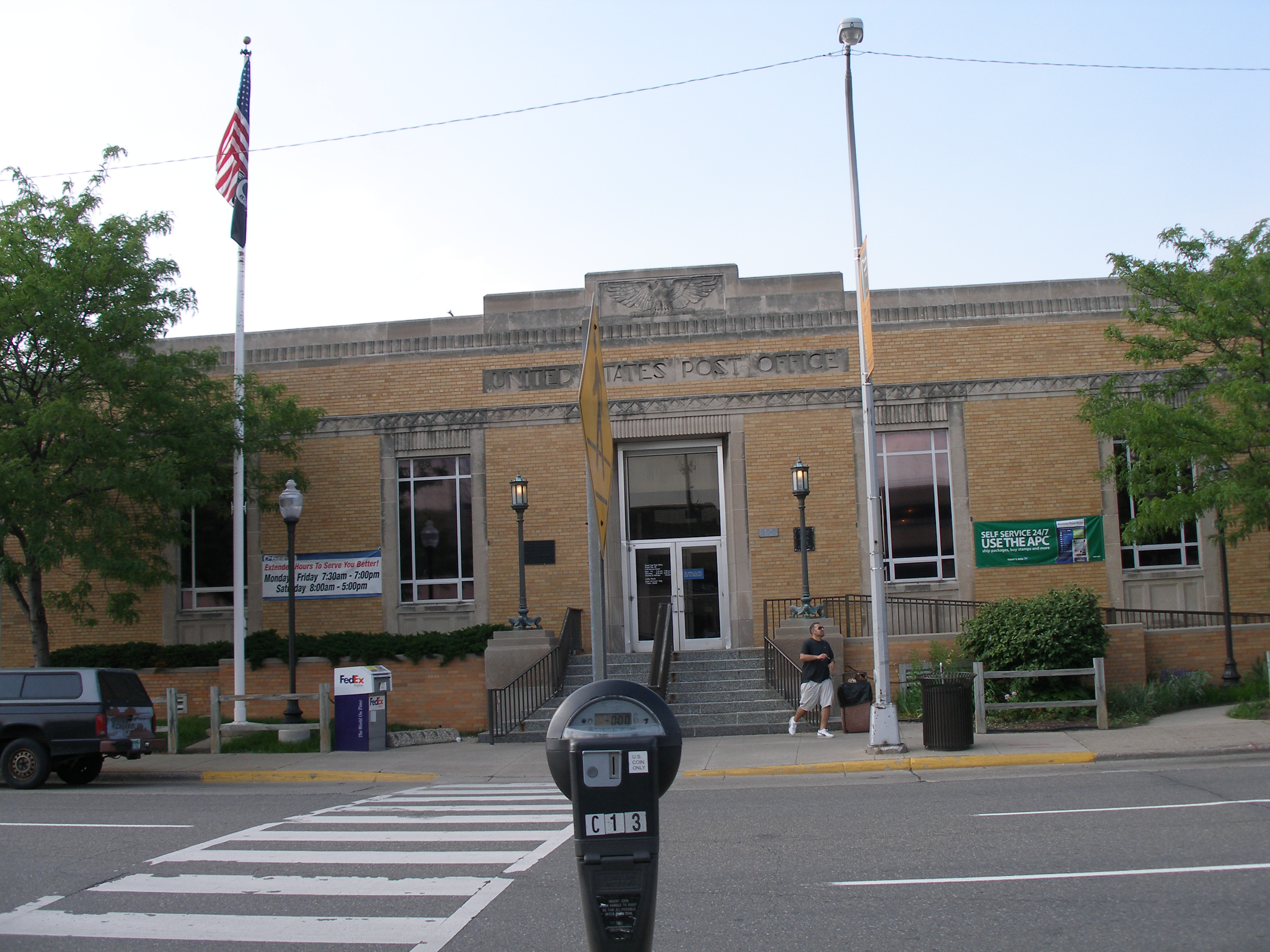
Почтовое отделение в Ройа-Оке

20 августа 1986 года, во время стрельбы в почтовом отделении в Эдмонде, штат Оклахома, 14 человек были убиты и 6 ранены почтальоном Патриком Шерриллом (англ. Patrick Sherrill), который затем покончил с собой выстрелом в голову
.
- 1991 год, Риджвуд, штат Нью-Джерси.

Бывший сотрудник почты США, 35-летний Джозеф М. Харрис (англ. Joseph M. Harris), убил своего бывшего начальника, Кэрол Отт (англ. Carol Ott), и её парня Корнелиуса Кастена Мл. (англ. Cornelius Kasten Jr.) в их доме. На следующее утро, 10 октября 1991 года, Харрис застрелил двух сортировщиков почты, Джозефа М. ВандерПа (англ. Joseph M. VanderPaauw), и Дональда Макнота (англ. Donald McNaught), в почтовом отделении города Риджвуд.
- 1991 год, Ройал-Ок[англ.], штат Мичиган.

14 ноября 1991 года в Ройал-Ок, штат Мичиган, Томас Макилвэйн (англ. Thomas McIlvane) убил 4 человек, ранил 6 и застрелился из полуавтоматической винтовки в почтовом отделении города Ройал-Ок, после увольнения из почтовой службы за «неподчинение» и конфликты с клиентами.
- 2006 год, Голита, штат Калифорния.

Дженнифер Сан-Марко (англ. Jennifer San Marco), бывшая почтовая служащая, убила пятерых сотрудников почты, после чего совершила самоубийство, застрелив себя вечером 30 января 2006 года в городе Голита, штат Калифорния.
- 2006 год, Бейкер-Сити, штат Орегон.

Грант Галлахер (англ. Grant Gallaher), разносчик писем в Бейкер-Сити, Орегон, убил своего непосредственного руководителя Лори-Хэйес Коттен (англ. Lori-Hayes-Kotten), а также намеревался убить директора отделения Майкла Макгуайра (англ. Michael McGuire)

## Анализ и критика
В целях изучить причины данных инцидентов 6 октября 1998 г. группой исследователей была создана «Комиссия по благополучию и безопасности на рабочих местах почтовой службы США» (англ. The United States Postal Service Commission On A Safe And Secure Workplace), возглавляемая её основателем Джозефом Калифано Мл. (англ. Joseph A. Califano Jr.).
В 2000 году был опубликован отчёт комиссии, в котором говорилось, что работники почтовой службы подвергаются физическим нападениям, сексуальным домогательствам и оскорблениям со стороны своих сотрудников не чаще, чем работники других сфер деятельности.
Согласно данным из отчёта, уровень убийств в почтовых предприятиях был ниже, чем на других местах работы.
В том же году в нескольких газетах были опубликованы статьи со ссылками на данное исследование, в которых было заявлено, что «опочтарение» является не более чем мифом и нет никаких оснований полагать, что подобные акты агрессии происходят в сфере почтовых услуг чаще, чем в других сферах занятости американцев.
Тем не менее, несмотря на критику, термин вошёл в общеупотребительный фонд языка, а события, произошедшие в почтовых отделениях, отразились в особенностях массовой культуры американцев.
В попытке анализировать причины данного социального феномена, американский журналист Марк Эймс в 2005 году пишет и издаёт книгу с названием «Опочтарение: ярость, убийство и протест: От предприятий Рейгана до школы „Колумбайн“ Клинтона и в последующие годы» (англ. Going Postal: Rage, Murder, and Rebellion: From Reagan's Workplaces to Clinton's Columbine and Beyond). В 2009 году на основе данной книги выходит документальный фильм под названием Going Postal (режиссёр Пол Тикелл (англ. Paul Tickell), который освещает проблему «опочтарения» в современном американском обществе.

## В массовой культуре
В 1997 году была выпущена компьютерная игра Postal, в которой главный герой совершал массовые убийства различными способами. Компания Running With Scissors, которая выпустила игру, получила судебный иск от почтовой службы США за использование термина postal (с англ. — «почтовый»), однако иск был отклонён и дело было закрыто.
На основе данной игры в 2007 году был выпущен фильм Postal в жанре чёрной комедии, режиссёром которого является Уве Болл.
В 2004 году был опубликован роман Терри Пратчетта «Держи марку!» (Going Postal), экранизированный в 2010 году.